# Everything Is Bonzer!
"Everything Is Bonzer!"(넷플릭스 제목: 모두 잘 지냅니다)는 NBC 시리즈 《굿 플레이스》 세 번째 시즌의 첫 번째와 두 번째 에피소드로, 각각 27분 분량과 28분 분량의 두 파트로 나눠져 있다. 딘 홀랜드가 감독을 맡았고, 젠 스태츠키와 이 시리즈의 제작자인 마이클 슈어가 각본을 맡았다. 2018년 9월 28일에 NBC에서 처음 방영되었다.

## 줄거리
젠 판사는 마이클이 지구로 가서 엘리너, 치디, 제이슨, 타하니의 목숨을 구하고 새로운 타임라인을 만들 수 있게 허락하지만, 더 이상의 개입을 엄격히 금지한다. 마이클과 재닛은 인간들을 관찰하는데, 네 사람은 6개월 동안 좀 더 착하게 살려고 노력하지만 이후 다시 원래의 생활 방식으로 돌아간다. 치디는 신경과학자 시몬과 함께 자신의 뇌를 연구하지만, 동료 헨리가 살을 빼라는 자신의 조언을 따른 후 부상을 당하자 다시금 우유부단해진다. 마이클은 지구로 돌아가 네 사람이 서로 만날 수 있게 유도한다. 먼저 엘리너로 하여금 치디를 찾아가게 하고, 치디가 그녀와 함께 일할 수 있게 준비시킨다. 치디는 엘리너에게 도덕 철학을 가르치기로 한다. 마이클은 엘리너가 치디와 시몬이 데이트할 수 있게 응원하자 걱정하기도 하지만, 재닛은 치디와 엘리너가 연인 관계가 아닐 때도 둘 사이가 의미 있게 유지되었던 적이 있다며 마이클을 안심시킨다. 한편, 숀이 젠의 시스템을 해킹하려는 배드 플레이스 팀을 이끄는 와중에, 마이클이 지구에 재방문하면서 숀의 팀이 이용하는 백도어가 열리게 된다.
치디와 시몬은 데이트를 하고, 엘리너가 치디에게 그의 우유부단함에 대해 지적한 후 치디는 시몬과 키스를 나눈다. 치디와 시몬은 윤리적 의사 결정에 있어 죽음의 문턱에 다다르는 경험이 뇌 기능에 미치는 영향을 조사하는 공동 연구 논문을 구상한다. 마이클은 계속해서 규정을 어기고 지구로 향한다. 타하니는 수도원에서 깨달음을 얻지만, 그 경험에 대한 베스트셀러 책을 쓴 후 다시 명성을 쫓는 생활로 돌아간다. 마이클은 타하니와 비슷해 보이는 껄렁한 사업가로 위장한 후, 그녀를 자극해 치디의 연구에 참여하도록 만든다. 제이슨은 댄스 대회에 전념하면서 같은 댄스 팀원들에게 범죄를 금지하지만, 팀이 계속해서 실패를 맛보자 범죄를 저질렀던 예전 모습으로 되돌아간다. 마이클은 오스트레일리아에 가서 댄스 팀을 운영하자는 제안을 하며 제이슨을 유인하려 하지만, 제이슨은 이미 깊은 자아 성찰을 통해 삶에서 더 깊은 의미를 찾고 싶어 했기에 연구에 참여하도록 쉽게 설득할 수 있게 된다. 그렇게 네 사람이 오스트레일리아에서 모이지만, 배드 플레이스에서 온 악마 트레버 또한 연구에 참여하면서 마이클은 당황한다.

## 반응

### 시청률
이 에피소드는 첫 방영 당시 313만 명이 실시간으로 시청했으며, 1.0/4의 시청률을 기록했다.

### 평가
디 A.V. 클럽의 데니스 퍼킨스는 이 에피소드가 계속해서 예상을 뛰어넘는 "우아하게 구성되고 유쾌한 더블 에피소드"라고 호평하며 A− 등급을 매겼다. 벌처의 노엘 머리는 제작진이 사용한 "캐릭터들을 필요한 곳으로 신속하게 이동시키는 텔레비전 스토리텔링 기법"을 호평하며 5점 만점에 4점을 주었다.
덴 오브 긱의 앨릭 보잘라드는 "이 쇼가 할 수 있는 것에 정말 놀랐다"고 평했고, 《엔터테인먼트 위클리》의 대런 프래니치는 설정이 세 번이나 바뀐 드라마의 "재미있는 리셋"과 커비 하월바티스트의 캐스팅에 대해 호평하며 B+ 등급을 부여했다.